# Michael Barstow
Michael Barstow, Thomas Barstow (ur. 23 czerwca 1740 w Yorku, Yorkshire, zm. 10 marca 1794 w Gdańsku) – angielski i gdański kupiec, oraz hiszpański urzędnik konsularny.
Syn Thomasa Barstow i Everildy Newman. Zajmował się handlem drewnem, najpierw w Yorku, następnie w Gdańsku. Wysyłał je głównie do Francji i Holandii. Pełnił też funkcję przedstawiciela konsularnego Hiszpanii w Gdańsku (1773-1794).